# Snowboard a 2016. évi téli ifjúsági olimpiai játékokon
A 2016. évi téli ifjúsági olimpiai játékokon a snowboard versenyszámait február 14. és 20. között rendezték Lillehammerben és Oslóban.

## Magyar indulók
A 2015. évi FIS Junior Snowboard Világbajnokságon Csillag Dávid 21. helyével történelmi kvótát szerzett Magyarországnak snowboard cross versenyszámban a lillehammeri téli ifjúsági olimpiára. A Magyar Snowbaord Szövetség a kvótával az Ausztriában élő, nemzetközi sikerekkel rendelkező korosztályos versenyzőjét, Szász Csongor Ármint nevezte. Az utolsó pillanatban a magyar szövetség egy szabadkártyás leány kvótát is kapott, amivel az Ausztriában tanuló Fehér Zsófiát is nevezni tudta. Ezzel a magyar snowboardsport történetében először az olimpiai snowboard versenyeknek magyar résztvevői is voltak.

## Naptár
| Dátum             | Kezdés | Versenyszám                 |
| ----------------- | ------ | --------------------------- |
| 2016. február 14. | 9.00   | Lány halfpipe               |
| 2016. február 14. | 10:50  | Fiú halfpipe                |
| 2016. február 15. | 9.00   | Lány snowboard cross        |
| 2016. február 15. | 9.00   | Fiú snowboard cross         |
| 2016. február 16. | 12.00  | Snowboard cross vegyesváltó |
| 2016. február 19. | 9.05   | Fiú slopestyle              |
| 2016. február 19. | 9.05   | Lány slopestyle             |

## Éremtáblázat
(A táblázatokban az egyes számoszlopok legmagasabb értéke, vagy értékei vastagítással kiemelve.)
| A 2016. évi téli ifjúsági olimpiai játékok éremtáblázata snowboardban | A 2016. évi téli ifjúsági olimpiai játékok éremtáblázata snowboardban | A 2016. évi téli ifjúsági olimpiai játékok éremtáblázata snowboardban | A 2016. évi téli ifjúsági olimpiai játékok éremtáblázata snowboardban | A 2016. évi téli ifjúsági olimpiai játékok éremtáblázata snowboardban | Olimpia  |
| --------------------------------------------------------------------- | --------------------------------------------------------------------- | --------------------------------------------------------------------- | --------------------------------------------------------------------- | --------------------------------------------------------------------- | -------- |
|                                                                       | Ország                                                                | Arany                                                                 | Ezüst                                                                 | Bronz                                                                 | Összesen |
| 1                                                                     | Egyesült Államok (USA)                                                | 5                                                                     | 1                                                                     | 0                                                                     | 6        |
| 2                                                                     | Németország (GER)                                                     | 1                                                                     | 0                                                                     | 1                                                                     | 2        |
| 3                                                                     | Franciaország (FRA)                                                   | 1                                                                     | 0                                                                     | 0                                                                     | 1        |
| 4                                                                     | Ausztrália (AUS)                                                      | 0                                                                     | 2                                                                     | 0                                                                     | 2        |
| 4                                                                     | Svájc (SUI)                                                           | 0                                                                     | 2                                                                     | 0                                                                     | 2        |
| 6                                                                     | Finnország (FIN)                                                      | 0                                                                     | 1                                                                     | 2                                                                     | 3        |
| 7                                                                     | Oroszország (RUS)                                                     | 0                                                                     | 1                                                                     | 0                                                                     | 1        |
| 8                                                                     | Olaszország (ITA)                                                     | 0                                                                     | 0                                                                     | 1                                                                     | 1        |
| 8                                                                     | Szlovénia (SLO)                                                       | 0                                                                     | 0                                                                     | 1                                                                     | 1        |
| 8                                                                     | Dél-Korea (KOR)                                                       | 0                                                                     | 0                                                                     | 1                                                                     | 1        |
| 8                                                                     | Nemzetközi Csapat (ZZX)                                               | 0                                                                     | 0                                                                     | 1                                                                     | 1        |
|                                                                       |                                                                       |                                                                       |                                                                       |                                                                       |          |
| Összesen                                                              | Összesen                                                              | 7                                                                     | 7                                                                     | 7                                                                     | 21       |

## Érmesek

### Fiú
| A 2016. évi téli ifjúsági olimpiai játékok érmesei fiú snowboardban |                                      |                                      |                                        |                                 |                                             |                                             |
| Versenyszám                                                         | Arany                                | Arany                                | Ezüst                                  | Ezüst                           | Bronz                                       | Bronz                                       |
| Halfpipe                                                            | Jake Pates · Egyesült Államok (USA)  | 93,00                                | Nikolas Baden · Egyesült Államok (USA) | 85,25                           | Tit Stante · Szlovénia (SLO)                | 80,25                                       |
| Slopestyle                                                          | Jake Pates · Egyesült Államok (USA)  | 94.75                                | Vlad Khadarin · Oroszország (RUS)      | 90.25                           | Rene Rinnekangas · Finnország (FIN)         | 87.75                                       |
| Snowboard cross                                                     | Jake Vedder · Egyesült Államok (USA) | Jake Vedder · Egyesült Államok (USA) | Alex Dickson · Ausztrália (AUS)        | Alex Dickson · Ausztrália (AUS) | Sebastian Pietrzykowski · Németország (GER) | Sebastian Pietrzykowski · Németország (GER) |

### Lány
| A 2016. évi téli ifjúsági olimpiai játékok érmesei lány snowboard-ban |                                    |                                   |                                    |                              |                                      |                                      |
| Versenyszám                                                           | Arany                              | Arany                             | Ezüst                              | Ezüst                        | Bronz                                | Bronz                                |
| Halfpipe                                                              | Chloe Kim · Egyesült Államok (USA) | 96,50                             | Emily Arthur · Ausztrália (AUS)    | 90,00                        | Csong Jurim · Dél-Korea (KOR)        | 84,50                                |
| Slopestyle                                                            | Chloe Kim · Egyesült Államok (USA) | 88.25                             | Elli Pikkujamsa · Finnország (FIN) | 82.25                        | Henna Ikola · Finnország (FIN)       | 79.25                                |
| Snowboard cross                                                       | Manon Petit · Franciaország (FRA)  | Manon Petit · Franciaország (FRA) | Sophie Hediger · Svájc (SUI)       | Sophie Hediger · Svájc (SUI) | Caterina Carpano · Olaszország (ITA) | Caterina Carpano · Olaszország (ITA) |

### Vegyes
| A 2016. évi téli ifjúsági olimpiai játékok érmesei snowboard cross vegyesváltóban |                                                                                          |                                                                                          |                                                                                     |                                                                                     | | |
| Versenyszám                                                                       | Arany                                                                                    | Arany                                                                                    | Ezüst                                                                               | Ezüst                                                                               | Bronz | Bronz |
| Snowboard cross vegyesváltó                                                       | Németország (GER) · Jana Fischer · Celia Funkler · Sebastian Pietrzykowski · Cornel Renn | Németország (GER) · Jana Fischer · Celia Funkler · Sebastian Pietrzykowski · Cornel Renn | Svájc (SUI) · Sophie Hediger · Talina Gantenbein · Pascal Bitschnau · Sascha Rueedi | Svájc (SUI) · Sophie Hediger · Talina Gantenbein · Pascal Bitschnau · Sascha Rueedi | Nemzetközi Csapat (ZZX) · Daryna Kyrychenko · Ukrajna (UKR) · Veronica Edebo · Svédország (SWE) · Valentin Miladinov · Bulgária (BUL) · David Mobaerg · Svédország (SWE) | Nemzetközi Csapat (ZZX) · Daryna Kyrychenko · Ukrajna (UKR) · Veronica Edebo · Svédország (SWE) · Valentin Miladinov · Bulgária (BUL) · David Mobaerg · Svédország (SWE) |